# 歐洲X射線衛星
歐洲X射線衛星（European X-ray Observatory Satellite）是一台X射線望遠鏡，1983 年 5 月至 1986 年 4 月投入使用，在此期間對大多數類型的天體（包括活動星系核、恆星冕、激變變星、白矮星、X射線雙星、星系團和超新星遺跡）的X射線波段進行了1780次觀測。
歐洲太空總署的這顆衛星用於太陽系外X射線源直接指向和月球掩星觀測，於 1983年5月26日發射升空，進入一個幾乎垂直於月球軌道的大偏心軌道（遠地點200,000公里，近地點500公里）。儀器包括兩個帶有 Wolter I X 射線光學系統的低能成像望遠鏡（用於 0.04–2 keV 能量範圍）、一個使用 Ar/CO2 和 Xe/CO2 探測器的實驗（用於 1.5–50 keV）、一個 Xe/Heke 氣體處理儀的實驗（用於 1.5–50 keV）、一個 Xe/Heke 氣體處理儀的實驗。
歐洲X射線衛星能夠對一個天體進行長達80小時的觀測（在直接指向模式下），並且能夠使用LEIT將源定位在至少10角秒的範圍內，使用GSPC將源定位在約2角秒的範圍內。

## 外部連結
- ESA's X-ray Observatory (EXOSAT at ESTEC, ESA) （页面存档备份，存于） on the internet
- Data archive[] at NASA High Energy Astrophysics Science Archive Center (HEASARC) （页面存档备份，存于）